# Цюнлай
Цюнла́й (кит. упр. 邛崃, пиньинь Qiónglái) — городской уезд города субпровинциального значения Чэнду провинции Сычуань (КНР).

## История
В 311 году до н.э. был образован уезд Линьцюн (临邛县). При империи Западная Вэй была создана область Цюн (邛州). После установления власти монголов из-за резкого уменьшения численности населения уезд Линьцюн при империи Юань был расформирован. При империи Мин область была сначала понижена в статусе до уезда, но затем уезд был вновь преобразован в область. После Синьхайской революции в результате реформы структуры административного деления области были упразднены, и вместо области Цюн был образован уезд Цюньлай.
В 1950 году был образован Специальный район Мэйшань (眉山专区), и уезд вошёл в его состав. В 1953 году уезд был передан в состав Специального района Вэньцзян (温江专区); в 1970 году Специальный район Вэньцзян был переименован в Округ Вэньцзян (温江地区). В 1983 году округ Вэньцзян был расформирован, и уезд перешёл под юрисдикцию Чэнду. Постановлением Госсовета КНР от 6 июня 1994 года уезд Цюнлай был преобразован в городской уезд Цюнлай.

## Административное деление
Городской уезд Цюнлай делится на 1 уличный комитет, 17 посёлков и 6 волостей.